# TIMES〜未来からのSOS〜
『TIMES〜未来からのSOS〜』（タイムズ〜みらいからのエスオーエス〜、韓国語：타임즈 ）は、2021年2月20日から3月28日まで、OCNで放送された韓国のテレビドラマである。日本では、Mnet、BS-TBSで放送される。

## あらすじ
5年前の記者イ・ジンウ（イ・ソジン）と電話でつながったソ・ジョンイン（イ・ジュヨン）が父ソ・ギテ（キム・ヨンチョル）大統領の死を止めるために危険な真実と向き合うタイムワープ政治ミステリードラマ。

## 出演

### 主要人物
イ・ジンウ：イ・ソジン
真実を追う2015年の記者。
ソ・ジョンイン：イ・ジュヨン
真実を知った2020年の情熱的な記者。
ソ・ギテ：キム・ヨンチョル
ジョンインの父親。真実を背負った大統領。
キム・ヨンジュ：ムン・ジョンヒ
ギテをサポートする国会議員。次期大統領候補。

## 日本での放送
日本ではMnetで2021年7月から全12回。
BS-TBSで2022年7月から(時間の都合で全16回)放送される。